# Partido Católico Nacional (México)
Partido Católico Nacional, (PCN) fue un partido político que existió en México de 1911 a 1920, logrando obtener diversos escaños en la Cámara de Diputados y en la Cámara de Senadores, de la XXVI legislatura, así como gobernar dos entidades federativas, y varios escaños en legislaturas locales.  

## Antecedentes
En 1908 el presidente de México, Porfirio Díaz declara al periodista James Creelman que está dispuesto a retirarse e incluso que se formen partidos políticos. El proceso de movilización política en México, se acelera y se forman 4 partidos, que anteriormente venían trabajando como agrupaciones políticas siendo ellos a) Partido Constitucional Progresista, de los reformadores maderistas, b) el Partido Católico Nacional, c) el Partido de los Liberales Magonistas y d) el Partido de los Viejos porfiristas.

El jesuita Bernardo Bergoënd, en Guadalajara, planteó, de cara a las elecciones de 1910, e inspirado en el Partido Acción Liberal Popular de Francia, la importancia de que los católicos puedan tener una intervención política organizada, y propone a los Operarios Guadalupanos tapatíos, la necesidad de formar un partido católico, que, fundamentado en la democracia cristiana, favoreciera a las clases menos favorecidas, y concibe el proyecto: “La Unión Político-Social de los Católicos Mexicanos”, declarando  que ante la crítica situación del país un programa de justicia social sería:
“Queremos emprender en toda forma una acción social de tal naturaleza que disminuya las causas permanentes de miserias y de injusticias que aquejan a nuestro pueblo [...], pero como la acción social poco podrá, o nada, sin una legislación social, y la legislación social no se alcanza sin la acción política, nos lanzaremos sin miedo al campo de batalla político.” 
Bergoënd tenía el apoyo de Miguel Palomar y Vizcarra. Otro jesuita que apoyó al PCN fue el P. Carlos María de Heredia.
El Partido Católico Mexicano, contaba entre sus filas a personajes muy politizados a favor de actividades en pro de la sociedad, que venía impulsado por la encíclica Rerum Novarum del Papa León XIII donde se entendía a la democracia cristiana como la acción popular cristiana que, consiste en “aquel ordenamiento civil en el cual todas las fuerzas sociales, jurídicas y económicas, en la plenitud de su desarrollo jerárquico, cooperan proporcionalmente al bien común, refluyendo en último resultado en preponderante ventaja de las clases inferiores.”
La formación del PCN pronto fue criticado por sus opositores como el carrancista Luis Cabrera que afirmaba que “era instrumento de los obispos” siendo rápidamente desmentido por el Eduardo J. Correa diciendo “el Partido Católico se fundó a pesar de los obispos”, que sólo unos cuantos estaban a favor de su conformación, aunque si tenía el visto bueno del Arzobispo de Ciudad de México José Mora y del Río.
La realización de 4 Congresos Católicos Sociales, sirvieron como antecedentes, en Puebla, Morelia, Guadalajara y Oaxaca (1903-1909). En 1908 se realizaba labor en los Centros Obreros estando en Orizaba el más grande con 15,000 miembros y en Puebla otro con 1,500 miembros. El PCN recibe el apoyo de Asociaciones católicas como Liga nacional de estudiantes católicos (1909), el recién conformada (1911) Centro de Estudiantes Católicos y la (1911) Asociación de Damas Católicas Mexicanas en Ciudad de México y en Guadalajara (1913).

## La conformación
El 3 de mayo de 1911, se celebra una asamblea constitutiva en Ciudad de México. Madero apoya al PCN y lo considera “el primer fruto de las libertades conquistadas” luego de firmar la paz con Porfirio Díaz y buscó aglutinar a los católicos mexicanos, para que ejercieran sus derechos ciudadanos.
El partido se constituye el 17 de agosto de 1911 por Manuel Amor, Gabriel Fernández Somellera, Francisco Pascual García, Luis García Pimentel, Luis y Francisco Eleguero, Manuel F. de la Hoz, Carlos Días Lozano, Rafael Martínez del Campo y Miguel Palomar y Vizcarra.  El lema utilizado fue “Dios, Patria y Libertad”. Fernández Somellera consiguió la aprobación de los estatutos por Don Porfirio, requisito indispensable en ese tiempo.

## Elecciones nacionales en 1912
En 1912, el Partido Católico apoyó la candidatura de Francisco I. Madero, apoyado por miembro del norte y del occidente mexicano, aunque Francisco León de la Barra tenía fuerte apoyo del centro del país.
Presentaron un programa donde las ideas fuerza eran: soberanía nacional, libertad religiosa, libertad de enseñanza, efectividad del sufragio, no reelección, inamovilidad del Poder Judicial, fomento de instituciones de crédito y crédito para la agricultura, y la industria, para sustraerlas del agio.
El Partido Católico presenta 5 candidatos para la Suprema Corte de Justicia, 19 candidatos para la Cámara de senadores y 193 para la Cámara de Diputados, logrando el triunfo para 4 senadores y 29 diputados en la XXVI Legislatura nacional que iniciaba el 12 de septiembre de 1912; adicionalmente logró el triunfo de 2 elecciones estatales y gobernó en los estados de Zacatecas y Jalisco, y obtuvo la mayoría de los diputados locales en los estados de Estado de México, Guanajuato, Jalisco, Michoacán, Querétaro y Zacatecas.
En 1912-13, logran tener 485,856 militantes, colocándole en la vanguardia de la organización partidista en México, donde la población total era de 13 millones que, descontando a las mujeres y niños, se estima una población electoral de 3.5 millones. Esto provoca una radicalización del anticlericalismo.
En enero de 1913, un mes antes de derrocamiento de Madero, el Jesuita Alfredo Méndez Medina y Bergoënd realizan propuestas que sólo lustros y décadas posteriores, serían retomadas por la gente en el poder como la de sindicalización, como la forma más apropiada de agremiación católica, en Zamora Michoacán ante la Confederación Nacional de Círculos Católicos de Obreros, (años antes de existir la CROM en 1917). También aporta una propuesta de reforma gradual sobre la propiedad de la tierra y finca rural, como patrimonio y “bien familiar”, inembargable e indivisible. (antes que Lázaro Cárdenas en 1934).
Madero había sido alumno de los jesuitas en Saltillo en su infancia, y miembro de la congregación Mariana, aunque posteriormente se inclinó por el “espiritismo” el ambiente durante su mandato con los jesuitas fue de colaboración. En diciembre de 1911 solicitó a los jesuitas apoyo para la pacificación de los Yaquis en Sonora, para una pronta reparación de daños, apoyándolos al devolverles para la formación de misioneros, el antiguo colegio en el Convento de Tepotzotlán.
Después del golpe de Estado, la Decena Trágica y el magnicidio de Madero, del 9 de febrero de 1913, con el protagonismo y nombramiento de Presidente Interino de Victoriano Huerta, éste trata de elegirse constitucionalmente, enfrentándose entre otros al candidato Federico Gamboa del Partido Católico y como vicepresidente al general Eugenio Rascón.
En 1917, los católicos perdieron espacios y se incluyeron, entre otros, artículos anticatólicos como el 130, el cual ponía trabas a las actividades de los católicos y se prescribía el nombre católico de alguna agrupación política y trataron de limitar la prensa católica, por lo que en 1925, surgió la “Ley Calles” que en 1926 detonó “La Guerra Cristera” que duró hasta 1929 y después.
En 1920 lanzó como su candidato a la presidencia de la República a Alfredo Robles Domínguez, quien también fue nombrado candidato por el Partido Nacional Republicano.